# Randia aculeata
Randia aculeata is een plantensoort uit de sterbladigenfamilie (Rubiaceae). De soort is inheems in Florida, Bermuda, de Bahama's, elders onder de Caribische eilanden, langs de kust aan de Golf van Mexico en zuidelijk door Midden-Amerika tot aan de landen aan de noordkust van Zuid-Amerika.

## Beschrijving
Randia aculeata is een struik of kleine boom van 2 tot 6 meter hoog met witte bloemen en besvruchten. De gladde stam is omringd door twee of drie twijgen in horizontale kransen. De glanzende elliptische bladeren hebben korte bladstelen en staan meestal tegenover elkaar gegroepeerd. De dikke, scherpe stekels van 6 tot 15 mm staan in paren tegenover elkaar of ook in drietal. De bolvormige vrucht is 0,8-1,5 cm in diameter, glad, kaal, lichtgroen tot witachtig of geelachtig. In de puberteit en de droge tijd staat de boom bijna kaal.

## Taxonomie
De wetenschappelijke naam kreeg de soort in 1753 van Carl Linnaeus in Species plantarum deel 2, p. 1192, waarbij hij verwees naar Antoine de Jussieu, die de naam al eerder aan dezelfde soort zou hebben gegeven. Het geslacht Randia eert de Engelse botanicus Isaac Rand (1674-1743), terwijl de wetenschappelijke soortnaam aculeata naar de doornige stekel van deze plant verwijst. Onder het soortsniveau worden onderscheiden: Randia aculeata var. aculeata, Randia aculeata var. dasyclada Steyerm. en Randia aculeata var. jamaicensis (Spreng.) C.D.Adams.

## Caribisch deel van het Koninkrijk
De soort komt voor op Curaçao, Bonaire, Sint Maarten, Sint Eustatius en Saba en wordt in het Papiaments palu di lele en in het Engels black cherry genoemd. Op Bonaire wordt de soort ook aangeduid als "wakuri", "wakura" of "rabo di kabai". "Palu di lele" is tevens de naam van een garde met drie zijstokjes aan de onderkant, gemaakt van Randia aculeata. Lele betekent roeren, en de garde wordt in de Nederlands-Antilliaanse keuken ook daarvoor gebruikt.

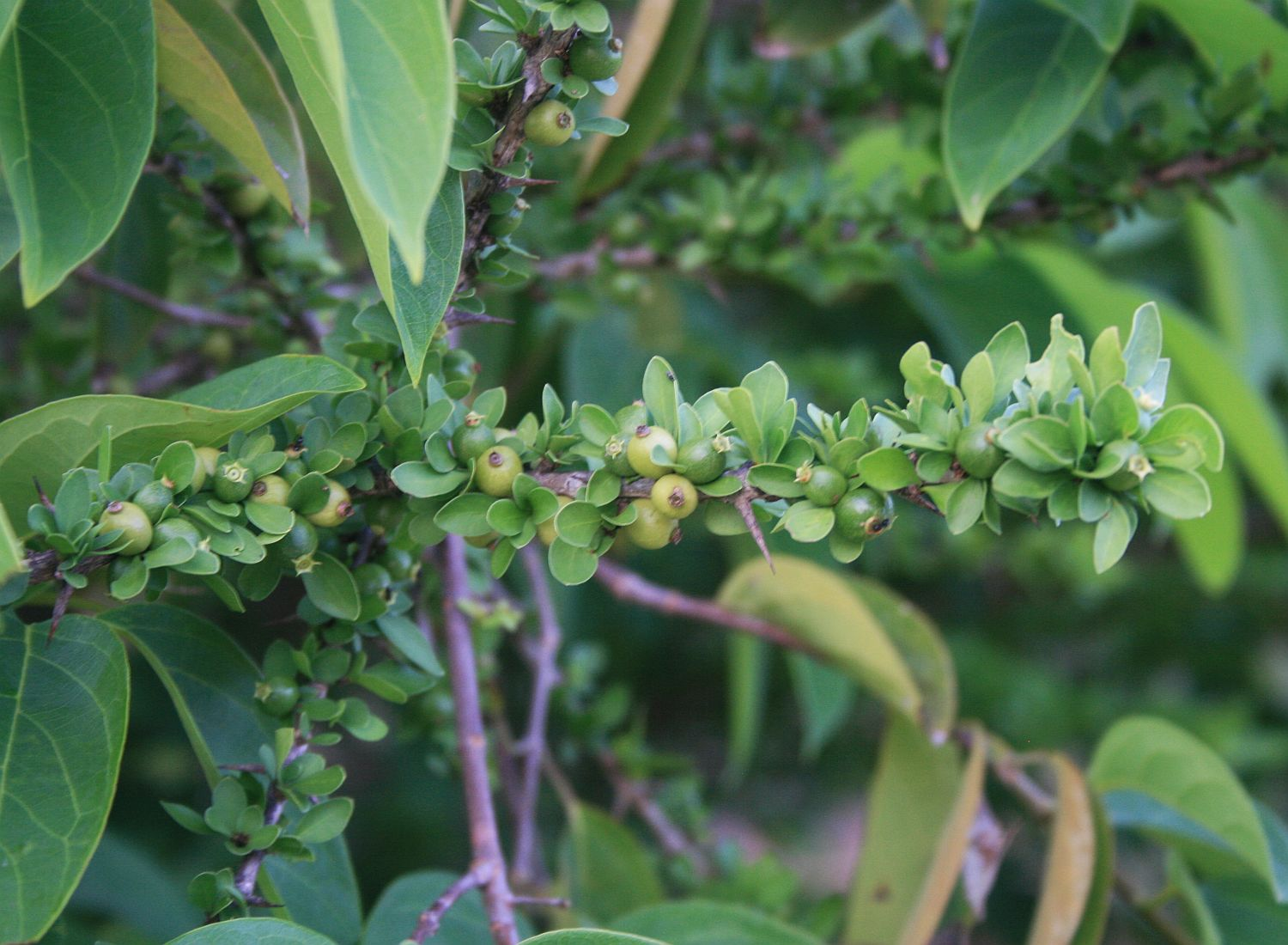
Tak
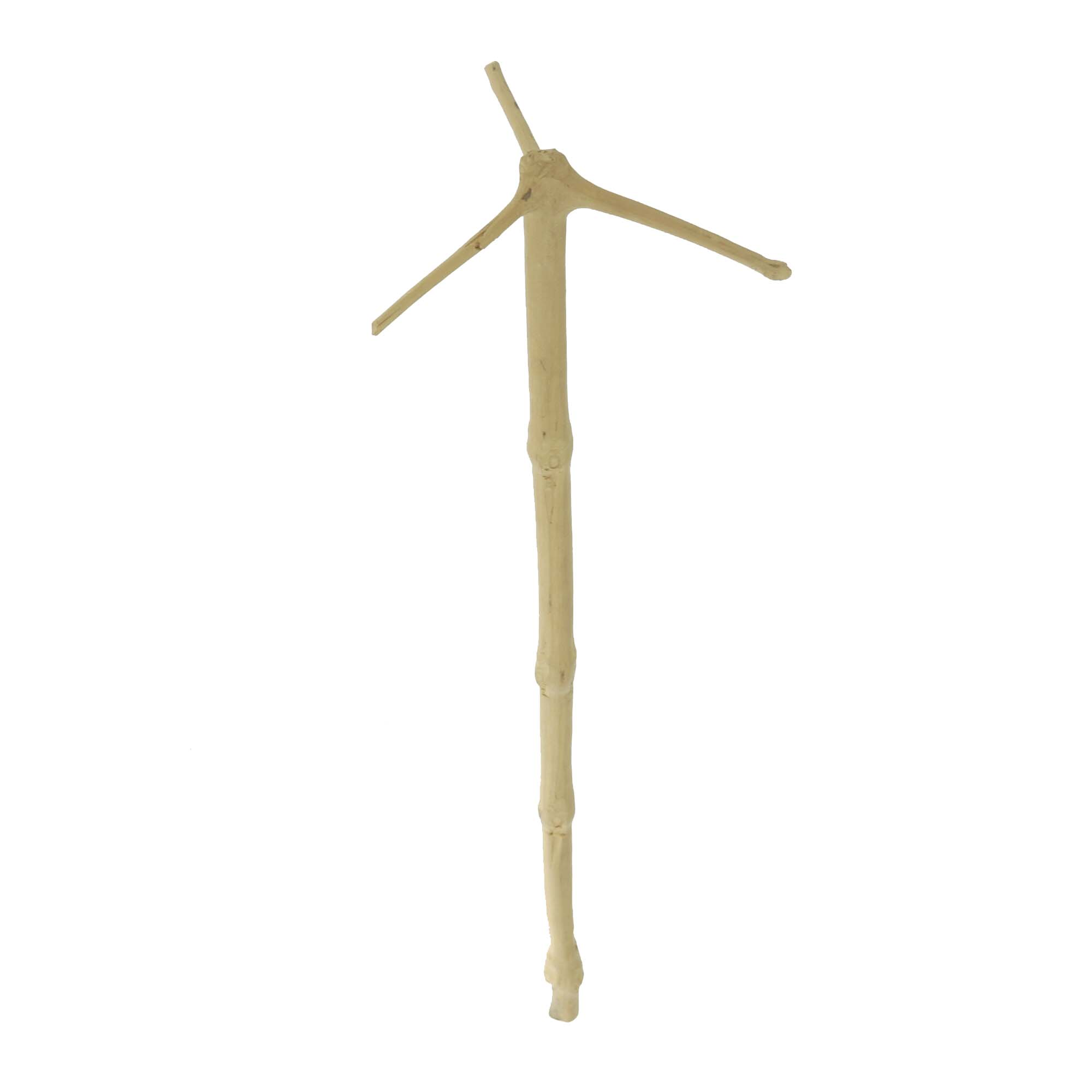
Garde (pal'i lele) gemaakt van Randia aculeata
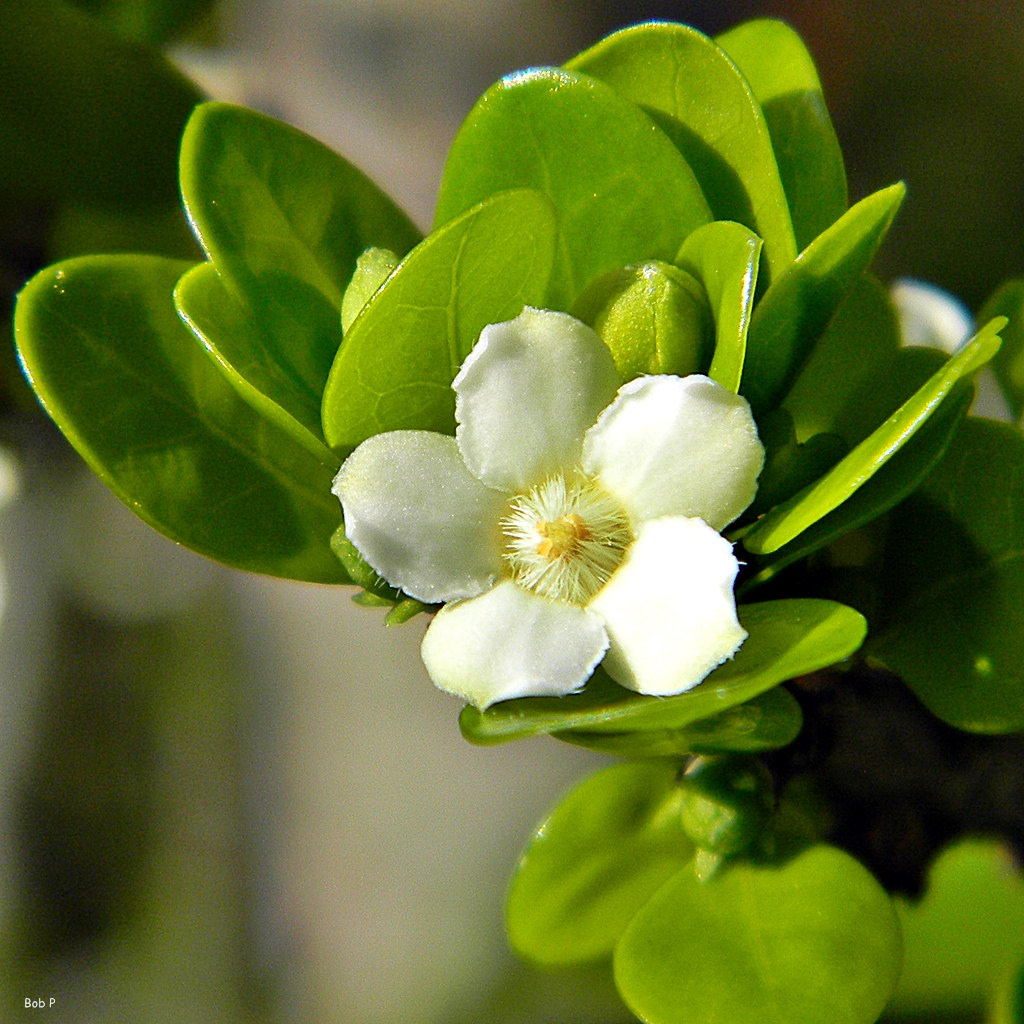
Detail van een bloem
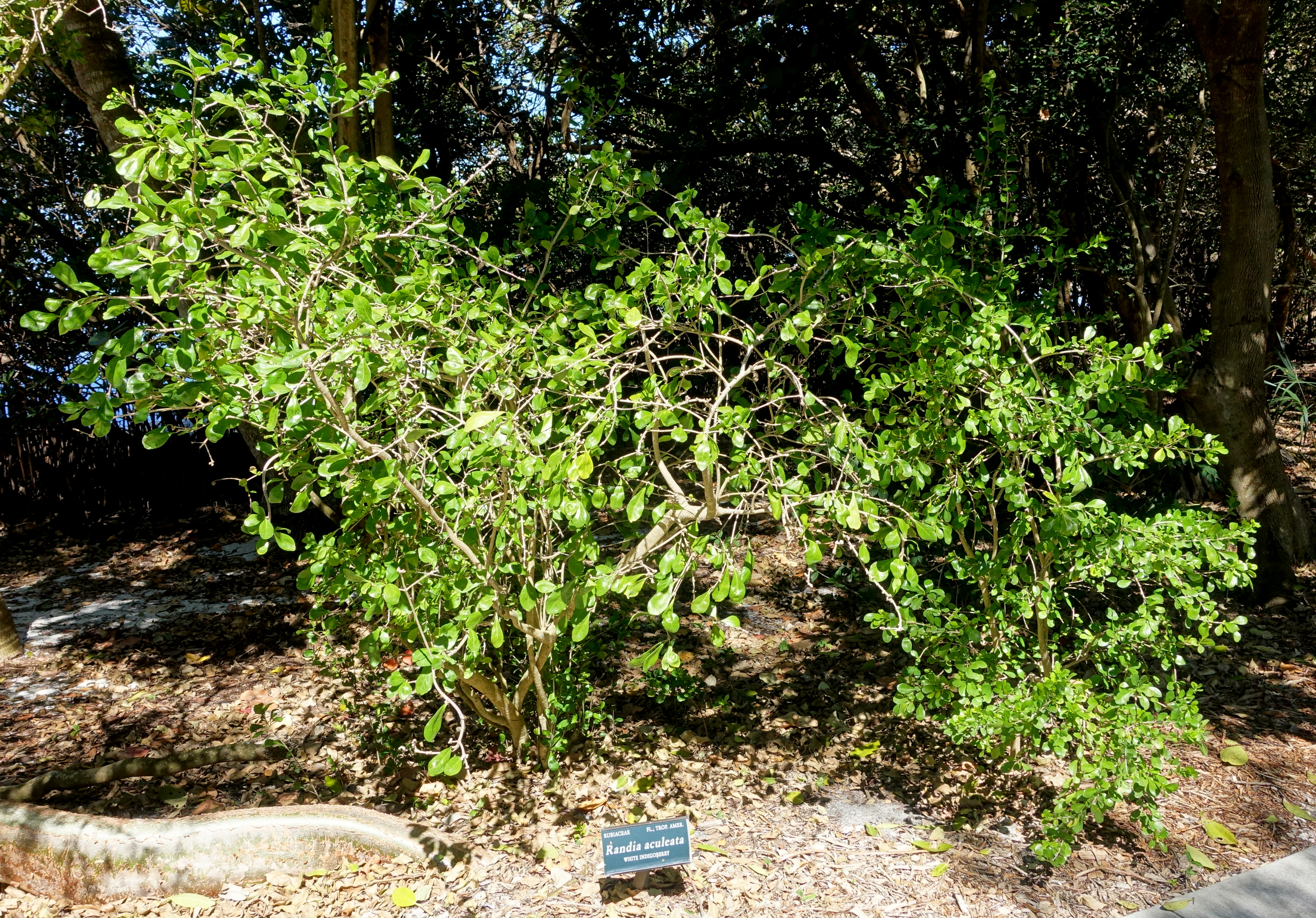
Struik
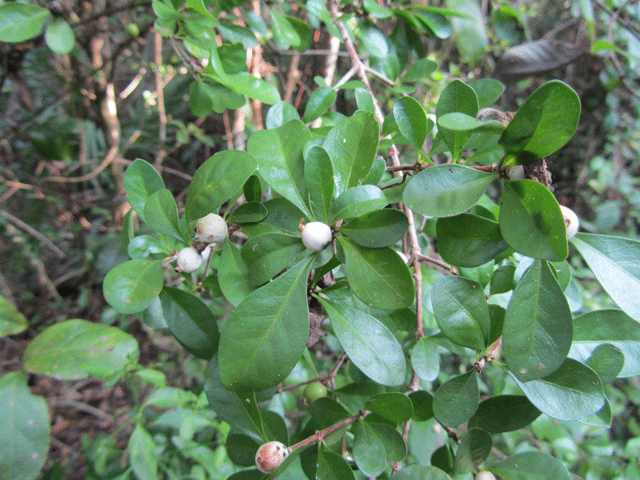
Bladeren en besvruchten
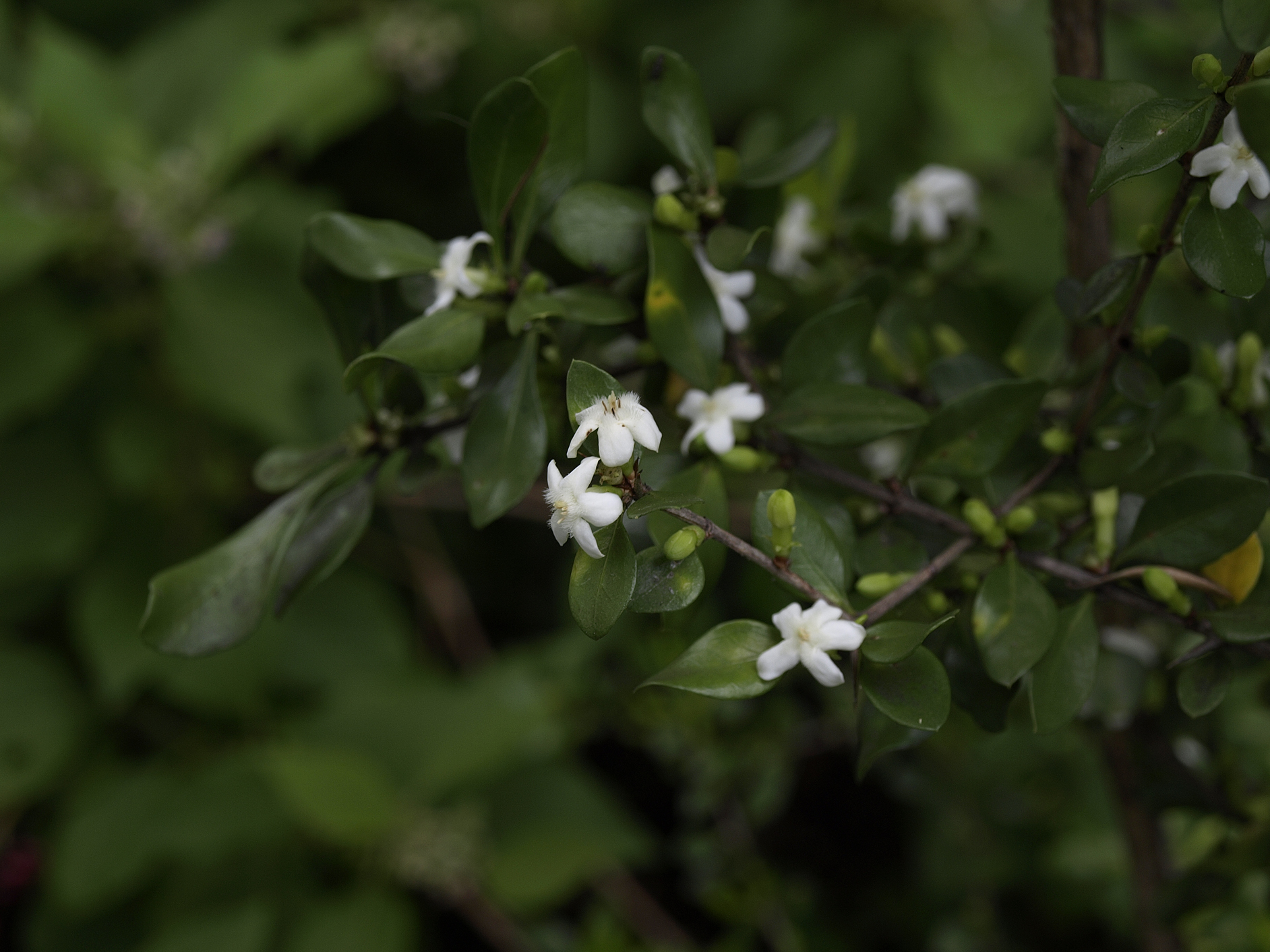
Struik met bloem